# Голленбек
Голленбек (нім. Hollenbek) — громада в Німеччині, розташована в землі Шлезвіг-Гольштейн. Входить до складу району Герцогство Лауенбург. Складова частина об'єднання громад Лауенбургіше-Зен.
Площа — 7,21 км2. Населення становить 446 ос. (станом на 31 грудня 2020).

## Галерея

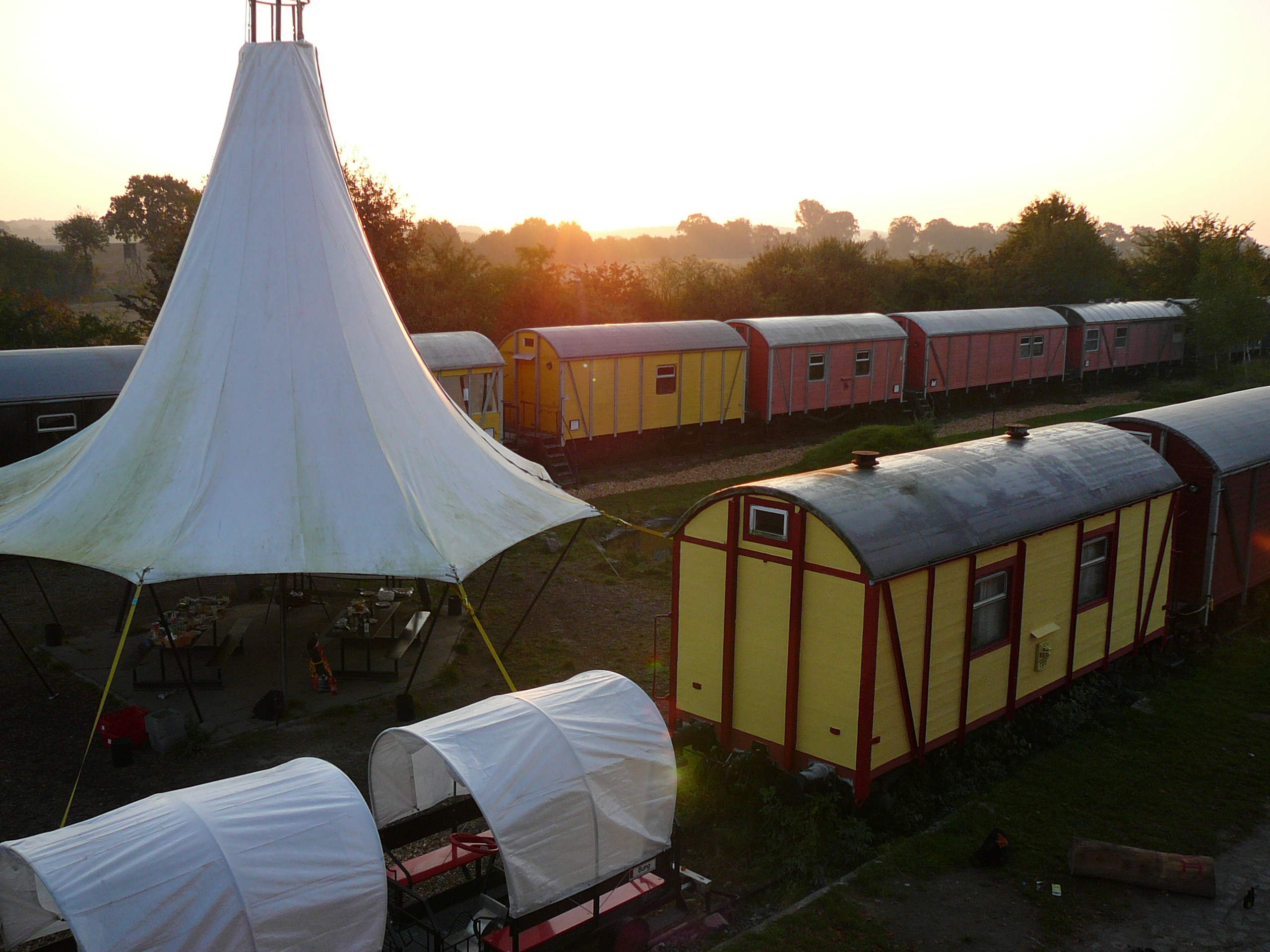